# Вальтер, Пётр Александрович
Пётр Александрович Вальтер (03 марта 1888 года, село Вязники, Владимирская губерния — 01 августа 1947 года, Таганрог) — русский советский учёный в области механики, член-корреспондент АН СССР (1933).

## Биография
Родился 3 марта 1888 в Вязниках Владимирской губернии.
Окончил Московский университет (1910), учился в Гёттингенском университете (1911—1912).
В 1920 году окончил Московское высшее техническое училище, остался преподавать в нём (1921—1928).
С 1924 года работал в Центральном аэрогидродинамическом институте. Постоянный участник семинара общетеоретической группы ЦАГИ под руководством С. А. Чаплыгина.
Один из инициаторов организации Института гидродинамики АН СССР. Член-корреспондент Академии наук СССР с 1 февраля 1933 года по Отделению математических и естественных наук (техника).
Арестован в 1937 году по обвинению в контрреволюционной деятельности и осуждён, работал в закрытых организациях оборонного профиля, в том числе ЦКБ-29. Умер в Таганрогской тюрьме, возможно, как сотрудник группы Бартини в ОКБ-86.
Реабилитирован в 1950-х годах.

## Научная деятельность
Основные труды по аэродинамике турбин, гидравлике, теории упругости.

## Оценки современников
Сухонький, маленький этот человек в старомодном пенсне, задрав кверху бородку, всё время атаковал молодежь, которая наградила его за агрессивность прозвищем «тигромедведя», хотя Вальтер категорически не был похож на тигра, а на медведя — тем более.— Я. К. Голованов «Королев: Факты и мифы»

Помню, например, работы Вальтера. Они сводились к постановкам задачи. Начинались статьи обычно так: «Составим уравнение… вводя преобразование такое-то и такое-то… получим… отсюда следует… дифференциальное уравнение, проинтегрировать которое нам не удалось». — С. Н. Шишкин/В книге «95 лет ЦАГИ». 2013